# Liste der Bodendenkmäler in Bad Honnef
Die folgende Liste enthält die ortsfesten Bodendenkmäler auf dem Gebiet der Stadt Bad Honnef (Stand: Juni 2019). Sie sind in Teil B der Denkmalliste der Stadt Bad Honnef eingetragen. Grundlage für die Aufnahme ist das Denkmalschutzgesetz Nordrhein-Westfalens.
| Nummer | Lage | Bezeichnung                                                             | Bild           | Eingetragen seit   |
| ------ | --- | ----------------------------------------------------------------------- | -------------- | ------------------ |
| B 1    | Hauptstraße 6 | ehemalige Burg Reitersdorf                                              | weitere Bilder | 8. September 1991  |
| B 2    | Merkenshöhe Gemarkung Honnef, Flur 5, Flurstücke 298, 301, 363                                                                                           | Bergmotte                                                               |                | 3. Mai 1983        |
| B 3    | Gemarkung Honnef, Flur 8, Flurstück 514 | Burgruine Löwenburg                                                     | weitere Bilder | 13. September 1984 |
| B 4    | Gemarkung Honnef, Flur 6, Flurstück 534 | Wallrechteck                                                            |                | 13. September 1984 |
| B 5    | Gemarkung Honnef, Flur 16, Flurstücke 119, 120, 121, 122, 124, 174, 175, 178, 186, 733, 767, 848, 860, 861, 987, 989, 1165, 1171, 1174, 1264, 1277, 1278 | Abschnittsbefestigung (Fliehburg)                                       |                | 13. September 1984 |
| B 6    | Menzenberg Gemarkung Honnef, Flur 28, Flurstücke 35, 386, 448                                                                                            | Erster und zweiter Zickelburger Hof; jesuitische Weingüter mit Weinberg |                | 6. November 2013   |
| B 7    | Menzenberg Gemarkung Honnef, Flur 28, Flurstücke 365, 375, 393, 394, 399, 400, 452                                                                       | Dritter Menzenberger Hof; jesuitisches Weingut mit Weinberg und Hohlweg |                | 6. November 2013   |
| B 8    | Menzenberg 2 Gemarkung Honnef, Flur 28, Flurstücke 262, 376, 400, 458; Flur 29, Flurstücke 601, 714                                                      | Historisches Weingut Menzenberg 2                                       |                | 4. April 2014      |
| B 9    | Drenkeweg Gemarkung Honnef, Flur 5, Flurstücke 341, 375, 377, 382, 385, 391, 392, 1034, 1086; Flur 7, Flurstück 1423                                     | Hohlwegbündel Trenckeberg                                               |                | 15. Dezember 2015  |
| B 10   | Löwenburger Weg (Schmelztal) Gemarkung Honnef, Flur 7, Flurstücke 1337, 1558, 1572, 1573, 1574                                                           | Bergwerk „Glückliche Elise – Grube Theresia“                            |                | 6. Januar 2016     |
| B 11   | Gemarkung Aegidienberg, Flur 10, Flurstücke 90, 305; Flur 11, Flurstücke 35, 56, 89, 90                                                                  | Munitionslager Musser Heide                                             |                | 30. November 2017  |
| B 12   | Gemarkung Aegidienberg, Flur 23, Flurstücke 114, 116 | Militärisches Lager                                                     |                | 1. Dezember 2017   |